# Didier Ovono
Didier Janvier Ovono Ebang (Port-Gentil, Gabón, 23 de enero de 1987) es un futbolista gabonés, se desempeña como guardameta. Ha sido más de 100 veces internacional con la selección de fútbol de Gabón.

## Clubes
| Club                    | País        | Año       |
| ----------------------- | ----------- | --------- |
| Pétro Sport Port-Gentil | Gabón       | 1999-2000 |
| AS Mangasport           | Gabón       | 2001-2003 |
| Sogéa FC                | Gabón       | 2004      |
| Alianza FC              | El Salvador | 2005      |
| Paços de Ferreira       | Portugal    | 2006      |
| FC Dinamo Tbilisi       | Georgia     | 2007-2009 |
| Le Mans FC              | Francia     | 2009-2012 |
| FC Sochaux              | Francia     | 2013      |
| K.V. Oostende           | Bélgica     | 2013-2017 |
| Paris FC                | Francia     | 2017-2019 |
| FCS Haguenau            | Francia     | 2021      |

- Datos: Q670876
- Multimedia: Didier Ovono / Q670876